# Straßenraumgestaltung

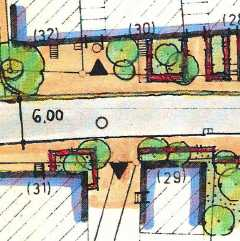
Lageplan zur Gestaltung einer Ortsdurchfahrt

Die Straßenraumgestaltung beschreibt die Anordnung und Ausbildung von Gestaltungselementen im innerörtlichen Straßenraum. Zu diesem Straßenraum gehören die Fahrbahnen für den Kraftfahrzeugverkehr sowie die Seitenräume (Gehweg und Aufenthaltsflächen). Des Weiteren sind auch die Bereiche Teil des Straßenraumes, die von der Verkehrsnutzung und dem Umfeld bestimmt werden, wie etwa Flächen zum Parken oder Anliefern.
Die Straßenraumgestaltung setzt sich aus einer Vielzahl von Bestandteilen zusammen. Grundlegend sind beispielsweise die Oberflächengestaltungen (Materialwahl, Farbe) von Verkehrs- und Aufenthaltsflächen. Auch die Beleuchtung und Bepflanzung (Pflanzkübel, Großtröge mit Bodendeckern u. a.) stellen wichtige Gestaltungselemente dar. Diese Elemente prägen den Grundcharakter des städtischen Raumes und müssen verschiedenen Ansprüchen oder Bedürfnissen gerecht werden.

## Ansprüche
Die Gestaltung orientiert sich einerseits an den Ansprüchen und Bedürfnissen der Menschen, die dort wohnen oder diese Straßenräume nutzen (immaterielle Ansprüche). Andererseits sind auch die technischen Belange zu berücksichtigen (materielle Ansprüche). Zu den materiellen Ansprüchen zählt die verkehrliche, versorgungstechnische, wirtschaftliche und ökologische Wirksamkeit der Straßenraumgestaltung. Neben diesen Faktoren müssen jedoch auch die immateriellen Ansprüche, wie etwa Orientierung, Identität, soziale Brauchbarkeit, Anregung sowie Identifikation und Schönheit, in der Straßenraumgestaltung enthalten sein. 

## Wahrnehmung
Die Wahrnehmung der Straßenraumgestaltung ist stark abhängig von der Nutzungsgruppe und deren Standort, Bewegungsart und Bewegungsgeschwindigkeit. Weiterhin wirken auch Einflüsse aus der Tages- und Jahreszeit sowie aus Witterungseinflüssen auf die Wahrnehmung.

## Normen und Standards
- Forschungsgesellschaft für Straßen- und Verkehrswesen: Empfehlungen zur Straßenraumgestaltung innerhalb bebauter Gebiete. FGSV-Verlag, Köln 2011.